# Élise-Daucourt
Élise-Daucourt  là một xã thuộc tỉnh Marne trong vùng Grand Est đông nam nước Pháp. Xã này nằm ở khu vực có độ cao trung bình 184 mét trên mực nước biển.